# First Daughter – Date mit Hindernissen
First Daughter – Date mit Hindernissen ist eine US-amerikanische Filmkomödie des Regisseurs Forest Whitaker aus dem Jahre 2004.

## Handlung
Samantha, die Tochter des US-Präsidenten, will während ihres Studiums am College als normale Person behandelt werden, nicht als Prominente. Daher versucht sie auch, sich von ihren Secret-Service-Bodyguards zu lösen. Am College lernt sie den sympathischen James Lansome sowie Mia Thompson kennen. James hilft ihr dabei, den Paparazzi zu entkommen und ihre Bodyguards loszuwerden, damit sie ein Leben als normales Mädchen führen kann. Sie erzählt James, dass sie davon träumt, in einem alten Auto zum College zu fahren – und zwar ganz alleine. Ohne Bodyguards an ihrer Seite.
Sam lädt ihre Freundin Mia und James zu einem Ball in D.C. ein. Als Sam gerade Fragen von Reportern beantwortet, rast ein Auto in die Menge und sie wird umgehend evakuiert. Dabei findet sie heraus, dass James in Wahrheit ebenfalls als ihr Bodyguard engagiert wurde. Bitter enttäuscht versucht Sam wieder am normalen College-Leben teilzunehmen. Dabei versucht sie James eifersüchtig zu machen, was dazu führt, dass ein Foto von ihr im betrunkenen Zustand in der Boulevardpresse landet.
Schließlich kehrt Sam nach Hause zurück, um ihrem Vater beim Wahlkampf zu helfen. Der Präsident gewinnt die Wiederwahl und auf der anschließenden Feier gesteht er Sam zu, dass sie eine erwachsene Frau ist. Auch James ist bei der Feier anwesend. Als sie mit James tanzt, gibt er ihr den Schlüssel zu einem alten Volkswagen und ermutigt sie dazu, die Regeln zu brechen. Die beiden küssen sich zum Abschied.
Am Ende fährt Sam alleine in dem Auto zurück zum College, aber es wird angedeutet, dass sie James im Frühling wieder treffen wird.

## Trivia
Samantha bittet James im Laufe des Films, ihr etwas zu erzählen, das sie nicht weiß. Er beginnt mit der Aufzählung von Trivia-Wissen, sie fügt im weiteren Verlauf der Unterhaltung selbst einige Punkte hinzu. Folgendes wird genannt:
- Brasilien wurde als einziges Land nach einem Baum benannt (Brasilholz).
- Verpackter Salat, den man im Laden kaufen kann, wurde mit Chlor gewaschen.
- Das Parallelogramm über der Lippe nennt man primäre Gaumenrinne.
- Fünf Jahre oder ein halbes Jahrzehnt nennt man Lustrum.
- Jeder Staat in den USA hat eine  Stadt namens Springfield.
  - Offiziell wurden jedoch bisher nur 34 Staaten mit einer solchen Stadt gezählt. Dafür existiert in 46 Staaten mindestens ein Ort namens Riverside.[2]
- Weibliche Schildkröten fauchen, während männliche grunzen.
- Der Unterschied zwischen Obst und Gemüse? Obst reift nach dem Pflücken, Gemüse vergammelt.
  - Es gibt mehrere Kriterien zur Unterscheidung.
- Dein Unterarm ist genauso lang wie dein Fuß.
- Ohren und Nasen hören niemals auf zu wachsen.